# Lipochaeta niihauensis
Lipochaeta niihauensis là một loài thực vật có hoa trong họ Cúc. Loài này được St.John mô tả khoa học đầu tiên năm 1959.